# Manuel Montero Vallejo
Manuel Montero Vallejo (Madrid, 1952 - Madrid, 30 de julio de 2010), doctor en Historia, era especializado en arte, historia y urbanismo medievales, sobre todo en lo referente a Madrid.
Miembro numerario del Instituto de Estudios Madrileños y académico correspondiente de la Real de Bellas Artes de San Fernando, fue director del Centro Territorial de Innovación y Formación (CTIF Madrid-Capital), de la Dirección General de Innovación, Becas y Ayudas a la Educación (Comunidad de Madrid).

## Publicaciones
Montero Vallejo publicó más de 70 obras, entre artículos y libros, entre las cuales se encuentran las siguientes:
- 1987: El Madrid medieval (Editorial El Avapies). Reeditado en 2003 por Ediciones La Librería.
- 1988: Origen de las calles de Madrid. Una introducción a la ciudad medieval (Editorial El Avapies). Reeditado en 2005 por Ediciones La Librería.
- 2004: El Madrid de Isabel I. Estudios de historia y arte sobre la villa de Madrid en el s. XV (Ediciones La Librería)